# Jordi I de Geòrgia
Jordi I de Geòrgia (georgià: გიორგი I)  (996 (Gregorià) - Trialeti, 16 d'agost de 1027) fou rei de Geòrgia del 1014 al 1027. Era fill del rei Bagrat III l'Unificador.
El 1016 va voler recuperar la Taoklardjètia, i va ocupar la regió el 1016 aprofitant que l'emperador Basili estava ocupat amb els búlgars, però el 1022 Basili va marxar contra Jordi, el va derrotar i el va obligar a tornar la Taoklardjètia i a deixar com a ostatge el seu germà petit.
Els senyors locals de la Kakhétia (amb Herècia) van aprofitar per capturar els eristhavis instal·lats per Bagrat al país el 1010, als que van fer presoners, i van proclamar la independència, obligant el rei georgià a alliberar el rei Kviriké, que va tornar al seu país i al tron.
Va morir de sobte el 1027.